# Shuibuya-Talsperre
Die Shuibuya-Talsperre (chinesisch 水布垭水利, Pinyin Shuǐbùyà Shuĭlì) ist ein Damm am Qing Jiang in der Provinz Hubei in China. Das Absperrbauwerk ist als CFR-Damm ausgeführt, einem Steinschüttdamm mit einer Betonoberfläche auf der Wasserseite.
Zu der Talsperre gehört ein Wasserkraftwerk, das mit vier Turbinen elektrischen Strom erzeugt. Die installierte Leistung beträgt 1,6 Gigawatt.
Die Regierung genehmigte das Projekt im Januar 2000. Die Bauarbeiten begannen 2002 und wurden 2008 beendet.